# Zeescouts

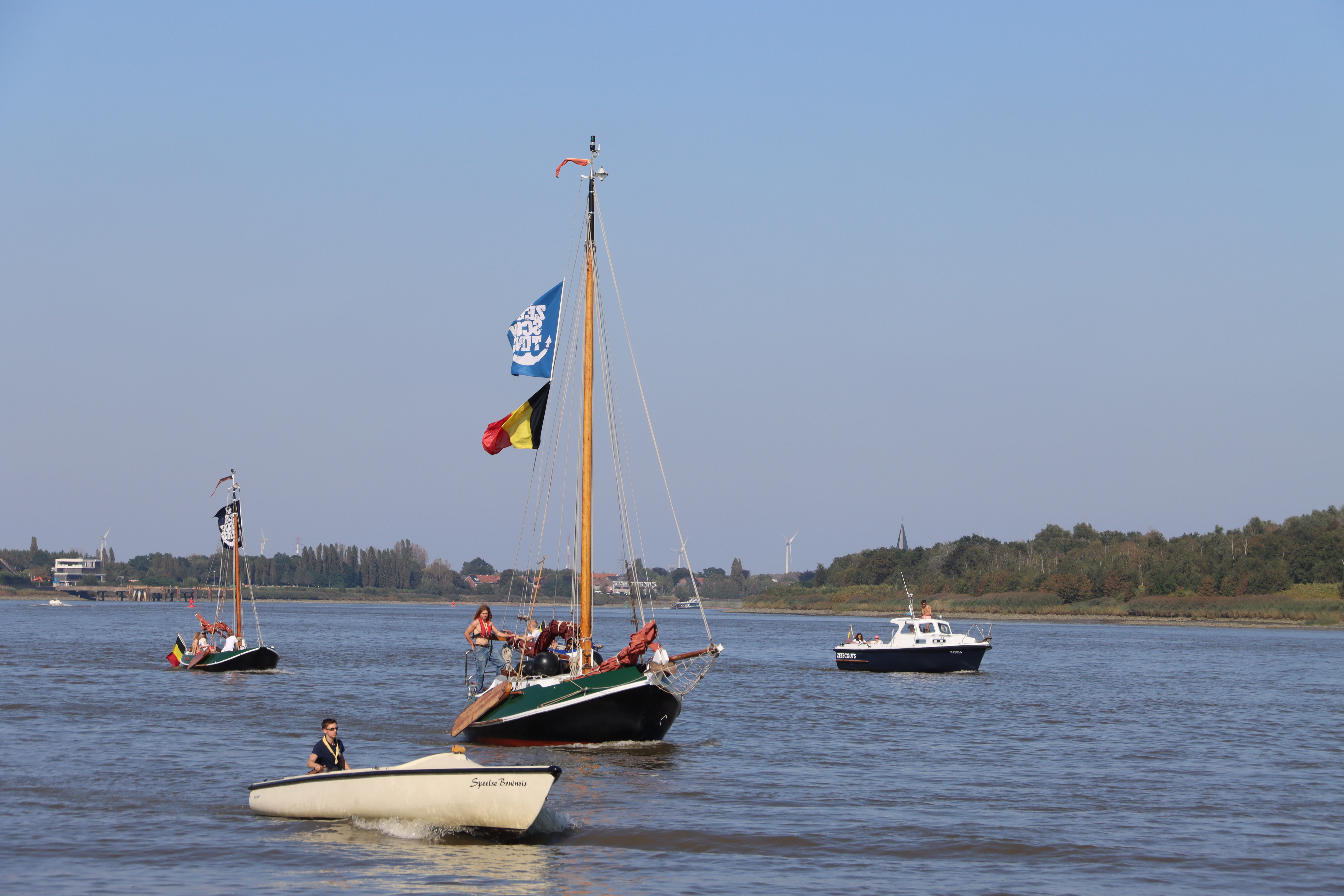
Zeescouts Antwerpen

Zeescouts is de naam in Vlaanderen voor scouting op het water van Scouts en Gidsen Vlaanderen en FOS Open Scouting (bij deze federatie gebruiken ze de naam seascouts). Afhankelijk van de groep kunnen dit apart alleen jongens of meisjes of gemengd zowel jongens als meisjes zijn. De naam "zeescouts" is wat misleidend, want behalve in Oostende en Zeebrugge, liggen de acht andere groepen van Scouts en Gidsen Vlaanderen in het binnenland (zoals Antwerpen, Boom en Gent), en vinden activiteiten vooral op rivieren zoals de Zeeschelde en plassen plaats. FOS Open Scouting telt vier seascouts-eenheden aan de zee (in De Panne, Nieuwpoort, Oostende en Blankenberge), maar ook zes in het binnenland (zoals Antwerpen en Zandvliet).
Henry Warrington Baden-Powell (1847-1921) een oudere broer van Robert Baden-Powell (1857-1941) richtte de zeescouts op in 1909.

## Takken
| Scouts en Gidsen Vlaanderen | FOS Open Scouting |
| --- | --- |
| Zeehondjes (6 - 7 jaar) Zeewelpen (7 - 10 jaar) Scheepsmakkers (11 - 14 jaar) Zeeverkenners (jongens, 14 - 17 jaar) Zeegidsen (meisjes, 14 - 17 jaar) Loodsen (17 - 18 jaar) Leiding (18+) | Zeehonden (5 - 7 jaar) Welpen (8 - 11 jaar) Aspiranten (11 - 13 jaar) Juniors (14 - 15 jaar) Seniors (16 - 18 jaar) Loodsen (18+) |

#### Zeehondjes en zeehonden
Dit is de jongste tak van de groep, voor kinderen van het 1ste en 2de leerjaar (6 tot 7 jaar).
Het themaverhaal is een van de verhalen uit Het jungleboek, over de zeehond Kotick.
Deze tak gaat vaak zwemmen en spelen in en rond het water, om zo vertrouwd te raken met het water.

#### (Zee)welpen
Deze tak is voor kinderen van het 3de tot 5de leerjaar (8 tot 10 jaar). Het themaverhaal is het verhaal over Mowgli uit het Jungleboek.

#### Scheepsmakkers en aspiranten
Deze tak is voor kinderen van het 6de leerjaar tot het 2de middelbaar (11 tot 13 jaar). In het vaarseizoen, april tot oktober, bestaat het programma uit varen met zeilboten of roeiboten.
De tak is ingedeeld in verschillende kwartieren, dit zijn kleinere groepjes waarin de leden leren samenwerken. De kwartieren worden geleid door een KM (kwartiermeester) en een BM (bootsmaat), dit zijn vaak de oudere leden van deze tak, degenen die al wat meer ervaring hebben.

#### Zeeverkenners, zeegidsen en juniors
De jongens en meisjes in deze takken zijn nu rijp om meer zelfstandig het water op te gaan.

#### Loodsen
Dit is een laatste jaar als lid, na dit jaar beginnen ze bij een tak als leiding. Dit jaar wordt daardoor ook gebruikt om de loodsen voor te bereiden op hun volgende leidingsjaren. het is een jaar waarbij ze enkel met hun eigen leeftijd loods zijn. 

#### Leiding
Na de jaren als lid, kan iedereen nog enkele jaren leiding geven aan een bepaalde tak. Ze zijn dan verantwoordelijk voor het goede verloop van de dag. De leidinggevenden van varende takken zijn verantwoordelijk aan boord en gaan mee varen met hun leden. De leiding van niet-varende takken verzorgt een dag met spelletjes of gaat een dag op stap met de leden van die tak (bijvoorbeeld gaan zwemmen, naar de zee gaan, etc.).

## Activiteiten

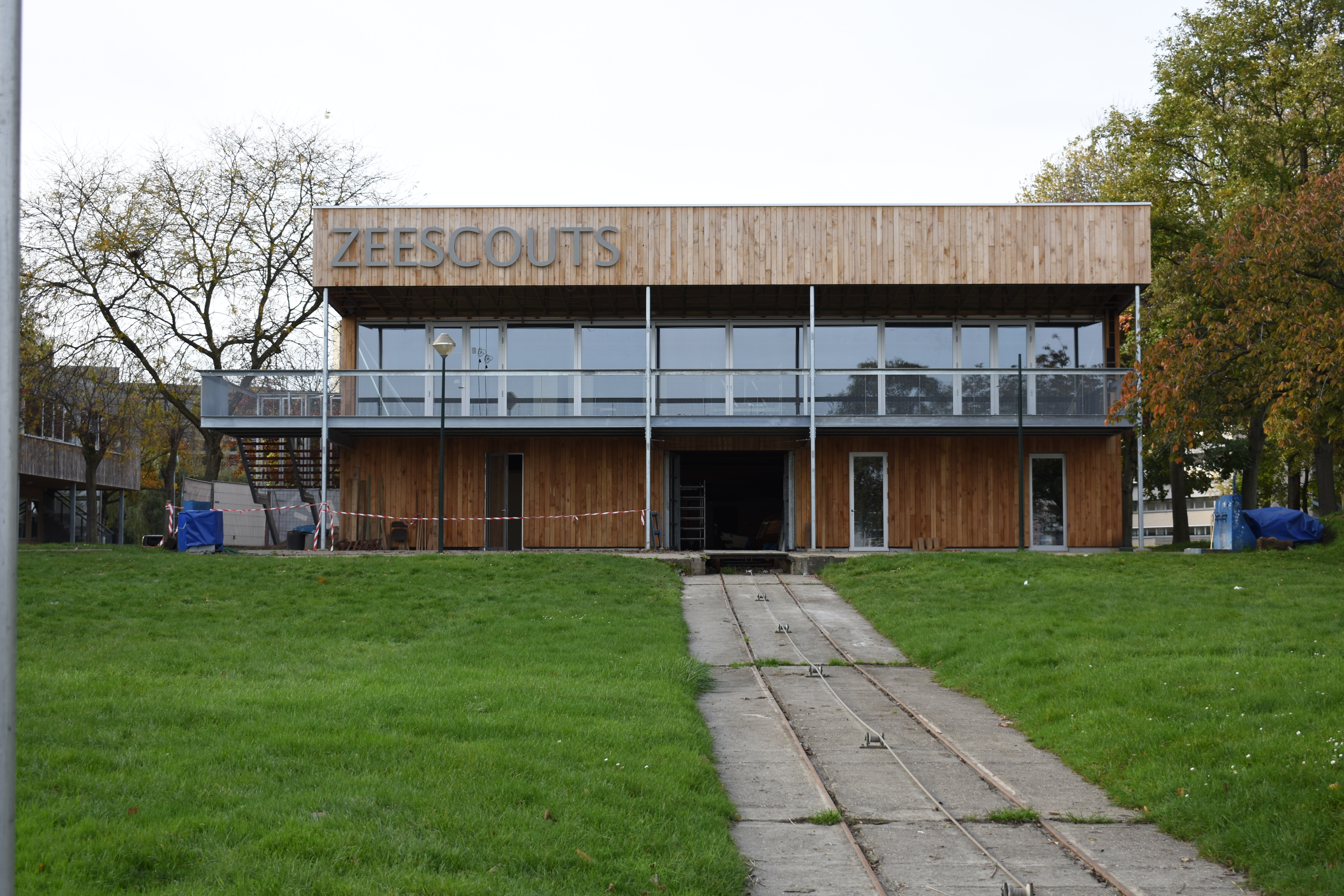
Lokalen van de zeescouts in Antwerpen

De activiteiten van de zeescouts vinden doorgaans plaats op of rond het water: varen met boot of (zelfgebouwd) vlot; snelheids- en behendigheidswedstrijden; ook milieu-gebonden onderzoeken en onderhoudswerkzaamheden op rivieren en waterplassen komen aan bod. Doorgaans zijn de zeescouts ook ervaren zwemmers. In ieder geval wordt het behalen van een zwem- en reddersbrevet actief aangemoedigd.
Tijdens de wintermaanden vraagt het heel wat werk om de boten in orde te krijgen, bij de meeste groepen helpen de leden uit de oudere takken om dit samen met hun leiding tot een goed eind te brengen. Vanaf april begint het vaarseizoen. Het varen met boten vraagt de nodige kennis en vaardigheid. Er is dan ook altijd iemand aan boord met het gepaste brevet, dat kunnen ze behalen via de zeescouts.
Het winterseizoen wordt bij de meeste zeescouts afgesloten met de officiële opening van het vaarseizoen. Dit is de moment dat een zeescoutgroep bij elkaar komt om het vaarseizoen officieel te starten. Vanaf die dag mogen de varende takken terug gaan varen. De datum is verschillend van groep tot groep, maar valt meestal in april. Bij de plechtigheid komen er hoger geplaatste personen een speech geven. (Meestal schepen, burgemeesters, afgevaardigden,...) Die dag krijgen worden ook de TNV-brevetten uitgedeeld.

## Training Nautische Vaardigheden (TNV)
Om als zeescout capabel te zijn te navigeren op het water te midden van het vaarverkeer op een veilige en correcte manier worden de leden vanaf 11 tot 18 jaar onderwezen door hun leiding in de verschillende aspecten van het varen.
Deze aspecten strekken zich uit van basale informatie zoals over de windroos en informatie over de meteorologie tot het leren van verschillende knopen en zeilfysica.
De cursus TNV is opgedeeld in twee grote delen: ‘Training Nautische Vaardigheden op stilstaand water’ en ‘Handboek Roeien en Zeilen op stromend water’. Deze delen zijn vervolgens nog eens opgedeeld in verschillende niveaus die afzonderlijk worden aangeleerd, te beginnen met niveau 1, niveau 2, niveau 3 en niveau 4 in het deel ‘Training Nautische Vaardigheden op stilstaand water’ en niveau 5 en 6 in het deel ‘Handboek Roeien en Zeilen op stromend water’.
De bedoeling is dat de zeescout na een periode van zes jaar (één niveau per jaar) de volledige cursus TNV beheerst en kan toepassen om zich veilig in het vaarverkeer te begeven.
Men begint dus te studeren als scheepsmakker om de cursus uiteindelijk als zeeverkenner/zeegids/junior af te werken.

### Niveaus
- Niveau 1 is genaamd ‘Scheepsmakker' en is het uiterste basispakket. In dit niveau wordt uitgebreid over algemene gedragsregels, zorg voor de natuur, de windroos, de schaal van beaufort, de verschillende windkoersen, een aantal verschillende boottypes, de onderdelen van een boot, roeien, afmeren, ankertypes, voorrangsregels, morse en knopen.
- Niveau 2 is genaamd ‘Fokkemaat’ en breidt uit over de reddingsvest, verschillende soorten zeilboten, het zeiltuigage, optuigen, aftuigen, de werking van een zeilboot, koersen en zeilstanden.
- Niveau 3 is genaamd ‘Stuurman roeien op stilstaand water’ en weidt uit over vaarproblematiek, scheepsetiquette, meteo, veiligheidsmateriaal, manoeuvres, ankeren,  verkeerstekens en de eigenschappen van een touw.
- Niveau 4 is genaamd: ‘Stuurman zeilen op stilstaand water’ en vertelt over vlagvoering, zeilen reven, deinzen, kapseizen, aan de grond lopen, het MOB- manoeuvre en zeilfysica.
- Niveau 5 is genaamd ‘Stuurman roeien op stromend water’ en gaat over  EHBO, stroming en getij, peilingen, boeien en bakens en dag- en nachtkenmerken.
- Niveau 6 is genaamd ‘Stuurman zeilen op stromend water’. In dit niveau wordt er verteld over de motor en hoe hiermee veilig om te gaan.

## August Cruise
August cruise is georganiseerd door Scouts en Gidsen Vlaanderen en FOS Open Scouting samen met de Poolse zeescouts. Alle leiding en leden boven de achttien jaar konden zich hiervoor inschrijven. Het is voor de eerste keer door gegaan van 4 augustus 2014 tot en met 17 augustus 2014. Voor deze eerste editie gingen ze aan boord van twee Poolse zeilschepen: de Zawsiza Czarny en de Warszawsk Nike. Onder leiding van de Poolse zeescouts hebben ze op de Oostzee gezeild.
De bedoeling van de reis was om eerst en vooral wat nautische vaardigheden op te doen. Ten tweede was het de bedoeling om kennis over te dragen aan andere leiders uit andere groepen. 
Ten laatste was de reis een manier om te verbroederen met een andere zeescoutgroep uit een ander land.